# Fabriciana astorica
Fabriciana astorica är en fjärilsart som beskrevs av Robert Christopher Tytler 1940. Fabriciana astorica ingår i släktet Fabriciana och familjen praktfjärilar. Inga underarter finns listade i Catalogue of Life.